# Francesc d’Assís Casademont i Pou
Francesc d’Assís Casademont i Pou (* 14. November 1923 in Barcelona; † 10. August 2007 in Girona) war ein katalanischer Maler, Kunstgraveur und Zeichner. Besonders bekannt sind seine charakteristischen Bilder der Mittelmeerlandschaften aus der Provinz Girona (vor allem von Cadaqués) und von Ibiza. Seine Kompositionen sind wohlgeordnet und zeichnen sich durch sanfte Farbgebung und leicht verschwimmende Konturen aus. Um sich von seinem gleichnamigen Sohn Francesc – ebenfalls Maler, der zudem künstlerisch am Stil des Vaters anknüpfte – abzugrenzen, nannte er sich selbst humoristisch „Francesc d’Assís Casademont Le Vieux“ („Casademont der Alte“).

## Künstlerischer Werdegang
Casademont wurde in einer ursprünglich aus Figueras stammenden Familie in Barcelona geboren, die dort Teil der schmalen städtischen Bourgeoisie wurde. Sein Vater lehrte ihn, die Bildende Kunst zu lieben. Nach seinem Abitur im Sommer 1939 ermöglichte ihm der Vater einen Aufenthalt in L’Estartit, um erste Erfahrungen in der Freiluftmalerei zu sammeln. Aus Pflichtbewusstsein nahm er ein Wirtschaftsingenieurstudium auf, um das Familienunternehmen übernehmen zu können. Dennoch beschäftigte er sich künstlerisch und hatte 1949/1950 eine erste Ausstellung seiner Bilder und Zeichnungen am Institut Français in Barcelona. Er nahm auch an Kunstseminaren in La Lotja teil, lernte bei dem Bildhauer Carles Collet einerseits theoretische Kunstkonzepte wie auch andererseits praktische Grundtechniken im Umfeld von Skulptur, Keramik, Emaille und Gravur. Wichtig für seine künstlerische Weiterentwicklung waren Kontakte in die Künstlergruppe Cercle Maillol. Hier wurde er vor allen Dingen von dem Maler Claude Collet künstlerisch gefordert und gefördert.
Nach dem Tod des Vaters übernahm er zunächst das elterliche Unternehmen. Diese Entscheidung bedeutete zugleich einen Verzicht auf ein Stipendium des Cercle Maillol, das einen künstlerischen Studienaufenthalt in Paris umfasst hätte. Er heiratete Maria Angels Mercader i Camps, mit der er zwei Kinder, Francesc und Berta, hatte. Zunehmend widmete er sich dem Abenteuer Kunst. Er unterrichtete an einem Gymnasium und an der Schule für Innendekoration in Barcelona plastische Kunst und Malerei. Er schrieb eine Abhandlung über die Geschichte der Stile der Möbelstücke. Im Jahr 1953 erreichte er auf der Gravurausstellung in Bordeaux internationale Anerkennung. Es folgten zahlreiche weitere Ehrungen und Preise für seine Gravurarbeiten. Infolge dieses Künstlerruhmes erhielt er zahlreiche Bestellungen für spezielle Sammlerauflagen und bibliophile Editionen: So die 12 urbanen Landschaften von Barcelona in einer Kollektion von Rosa Vera, die Bücher Schatten und Lichter (Edition Meddens, Belgien, 1965) oder das Buch Sol de España (Las ediciones Natua, 1967/68). Ab etwa 1961 erfolgte der vollkommene Umstieg aus der Wirtschaft in die Kunstwelt. Dies wird manifest an seiner künstlerischen Präsenz in den Katalogen des Mai-Salons in Barcelona von 1962, 1967 und 1968. 1967 führte er seine erste durch und durch professionelle Ausstellung in La Pinacoteca in Barcelona durch. Von nun an unternahm er viele Kunstreisen und Kunstaufenthalte. Er zog zunächst nach Paris, wo er mit dem Maler Xavier Valls in einer Wohngemeinschaft lebte. Er verkehrte dort mit zahlreichen katalanischen Künstlern, die in Paris neue künstlerische Anregungen suchten. Er bestückte Ausstellungen in London, der Normandie, in Österreich. Er unternahm Besuche in deutschen Museen und reiste durch Afrika. Er verliebt sich in das Licht von New York. Bei allen Auslandsreisen vergisst er seine katalanisch-spanische Heimat nicht. Er unternimmt Reisen durch die spanische Hochebene und durch die Pyrenäen. All seine Reiseeindrücke schlagen sich in den Bildern nieder.
Jahre später siedelt er von Barcelona nach Sant Cugat del Vallès um. In dieser Phase dominieren Bilder mit geometrischen und kubistischen Formen. Noch später etabliert er seine Familie und sich in Cadaqués, wo er insgesamt 17 Jahre lebt. Hier entstehen in der Galerie Blondel die viel bewunderten Ausstellungen Cadaqués neu gesehen. Schließlich lässt er sich mit seiner Familie in der Nähe von La Bisbal nieder. Von hier aus organisiert er zahlreiche Individual- und Kollektivausstellungen in wichtigen Galerien der Welt: In London, Paris und Berlin. In Wien, Basel und Zürich. In Los Angeles, New York und San Francisco und auch in Tokio und Taiwan. 1994 erhielt er die höchste Auszeichnung der katalanischen Regierung für Kultur, den Creu-de-Sant-Jordi-Preis. Casademont war korrespondierendes Mitglied der Acadèmia de Belles Arts in Barcelona.

## Würdigung
Casademont galt als ausgewiesener Experte im Umfeld der künstlerischen Gravur. Auf diesem Gebiet wurde er mit mehreren internationalen Preisen geehrt. Zutiefst anerkannt und verehrt wurde er aber aufgrund seines sich progressiv entwickelnden Werkes als Maler. Manche Kunstkritiker sehen eine Beeinflussung durch Paul Cézanne. Präziser muss man wohl bedeutende Einflüsse seitens Antonio González Velázquez und seitens Juan Gris konstatieren. Casademonts Gesamtwerk zeichnet sich durch eine permanente künstlerische Entwicklung zu einer entschiedenen Einfachheit hin aus. Das Licht in seinen Gemälden konvertiert in eine geistig-spirituelle Farbwelt. In der letzten Entwicklungsstufe erscheinen seine Bilder einfach und wahr. Auf Basis einer solchen Werkcharakteristik kommen Kunstexperten zu der Aussage, Casademont hätte keines dieser reifen Spätbilder signieren müssen. Diese Bilder wirken allein aus sich heraus authentisch und sind prinzipiell nicht kopierbar. Seine Bilder können wir beispielsweise im Museum für Moderne Kunst in Barcelona, im Louvre in Paris, im Museum Dali in Florida, im Nationalmuseum Graz oder im Museum des Klosters Montserrat betrachten. Diese Werke sprechen heute an Stelle des und für den Künstler.

## Teilnahmen an Ausstellungen und Preise
- 1949/50 Ausstellung am Institut Français in Barcelona
- 1953 Ausstellung von Gravuren im Kunstkreis (Círculo Artístico) von Bordeaux
- 1957 Gemeinschaftsausstellung von Gravuren im Museum Galliera über Rosa Vera in Paris
- 1958 1. Preis in Gravur im Salón de Otoño der Stadt Palma de Mallorca
- 1960 1. Preis in Gravur in Lugano
- 1961 1. Preis in Xylografie (Holzschneiderei) auf der 2. Biennale für Ritzkunst
- 1967 Ausstellung in La Pinacoteca
- 1969 1. Preis für Gravur beim 14. Kunstwettbewerb von Girona (Concurs d’Art de Girona)
- 1994 Preis Creu de Sant Jordi der katalanischen Regierung

## Bücher von Francesc Casademont
- Pirineo (mit Texten und illustrierenden Holzschnitten). 1947.
- El Sol de Espanya (in katalanischer und spanischer Sprache). 1966.
- El gran libro del niño. Fotografías. 1968.
- Colibrí y Yunque. 11 Bände zusammen mit Xavier Figueres, 1971/72.
- Sono Cosí – poemario de alma. 1998/99.